# 礒村弥右衛門
礒村 弥右衛門（礒村 彌右衞門、いそむら やえもん、1890年（明治23年）11月 - 1966年（昭和41年））は、大正から昭和時代の日本の政治家、実業家。大阪府三島郡大冠村長、初代高槻町長、官選初代高槻市長。前名は修次。

## 経歴・人物
大阪府三島郡大冠村出身。先代の磯村泰三の弟として生まれ、1907年（明治40年）家督を相続し、前名を改める。磯村家は大冠村土着の旧庄屋の家系であった。
高槻銀行頭取、日本絹綿紡績取締役を経て、1919年（大正8年）大阪府議会議員となり、さらに2年後の1921年（大正10年）大冠村長に就任。ついで、1931年（昭和6年）高槻町、芥川町、大冠村、清水村、磐手村が合併し新・高槻町が成立すると町長に就任した。1934年（昭和9年）の如是村合併、1935年（昭和10年）の庁舎移転・新築などに尽力した。
町長を務める傍ら、1935年（昭和10年）第35代府議会議長、1938年（昭和13年）第36代府議会議長などを歴任し、1943年（昭和18年）元日に市制施行により高槻市が成立すると初代市長に就任し治山治水、道路改修、産業・教育などの発展に努めた。
戦後、翼協構成員や翼賛支部長のため公職追放となる。
このほか、大阪府市町村会会長、大阪府農業会会長など要職を務め、その功により1963年（昭和38年）1月10日に高槻市名誉市民に表彰された。